# كازومي تسوبوتا
كازومي تسوبوتا (باليابانية: 坪田 和美) (23 يناير 1956 في ناغاساكي في اليابان – )؛ هو لاعب كرة قدم ياباني سابق كان يلعب كحارس مرمى. سبق له أن لعب مع منتخب اليابان.

## وصلات خارجية
- كازومي تسوبوتا على موقع ناشيونال فوتبول تيمز (الإنجليزية)

- National Football Teams
- Japan National Football Team Database